# Радгоспний провулок
Радго́спний провулок — зниклий провулок, що існував у Ленінградському, нині — Святошинському районі міста Києва, місцевість Святошин. Провулок пролягав від вулиці Ореста Васкула до Радгоспної вулиці.
Прилучалися вулиці Спартаківська та Гранична.

## Історія
Провулок виник на початку XX століття на території Святошинських дач під назвою Польова вулиця, пізніше був частиною  46-ї Нової вулиці. 
Назву Радгоспний провулок отримав у 1940-ві роки. Ліквідований у 1980-х роках у зв'язку зі знесенням старої забудови Святошина.